# Fröstsjön
Fröstsjön är en sjö i Härjedalens kommun i Härjedalen och ingår i Ljusnans huvudavrinningsområde. Sjön har en area på 1,79 kvadratkilometer och ligger 741,2 meter över havet. Sjön avvattnas av vattendraget Fröstån. Vid provfiske har bland annat abborre, bergsimpa, elritsa och harr fångats i sjön.

## Delavrinningsområde
Fröstsjön ingår i det delavrinningsområde (692033-134225) som SMHI kallar för Utloppet av Fröstsjön. Medelhöjden är 786 meter över havet och ytan är 20,39 kvadratkilometer. Det finns inga avrinningsområden uppströms utan avrinningsområdet är högsta punkten. Fröstån som avvattnar avrinningsområdet har biflödesordning 2, vilket innebär att vattnet flödar genom totalt 2 vattendrag innan det når havet efter 384 kilometer. Avrinningsområdet består mestadels av skog (79 procent). Avrinningsområdet har 1,79 kvadratkilometer vattenytor vilket ger det en sjöprocent på 8,8 procent.

## Fisk
Vid provfiske har följande fisk fångats i sjön:
- Abborre
- Bergsimpa
- Elritsa
- Harr
- Lake
- Röding
- Öring